# Жодино
Жо́дино (бел. Жодзіна; ранее — местечко Жодин) — город (с 1963 года) областного подчинения в Минской области Беларуси. Расположен на реках Плисе и Жодинке в 54 км от Минска в северо-восточном направлении, на линии железной дороги Минск — Орша.
Численность населения — 63 354 человек (на 1 января 2025 года).

## Этимология
Местечко было основано на реке Жодинка в 1643 году Богуславом Радзивиллом, изначально получило название Богуслав Поле.
В 1688 году упоминается как деревня Жодинская Слобода. Название может пониматься как «слобода на речке Жода или Жодинь», существовавшей ранее. Название речки происходит от финно-угорского географического термина жуед, жуод — «низинное место в лесу».

## История

### В составе Речи Посполитой
Первое упоминание о Жодино относится к 17 веку. В 1643 году по велению Богуслава Радзивилла началось строительство местечка на территории Смолевичских владений, позже населённый пункт получил название Богуслав Поле в честь первого владельца и основателя. Застройка местечка производилась по заранее разработанному и утверждённому плану. В центре располагалась рыночная площадь, от которой, в разные стороны, расходились улицы, часть с выходом на тракт до Борисова.
Вскоре после смерти Богуслава Радзивилла смолевичское имение было поделено на несколько частей. В 1667 году через местечко стал проходить почтовый тракт Вильно-Минск-Москва. К 1675 году количество дворов и население Богуслав Поля значительно сократились, что привело к упадку поселения. Инвентарь упоминает о наличии в Жодино двух мельниц и кальвинистской церкви Святого Петра.
В инвентаре имения Смолевичи от 1781 года местечко впервые официально выступает под новым названием — Жодин.

### В составе Российской империи
После второго раздела Речи Посполитой местечко Жодин оказалось в составе Смолевичской волости, Борисовского повета, Минской губернии в Российской Империи. С завершением строительства железной дороги Москва — Брест (1871 год) — железнодорожная станция «Жодино».

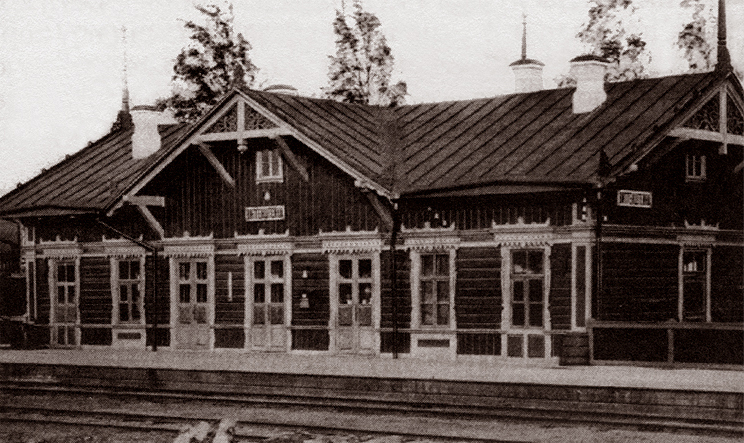
Первоначальный вид станции Жодино до 1917 г.

### Новейшее время
В Первую мировую войну в феврале — декабре 1918 года была под оккупацией войск кайзеровской Германии.
25 марта 1918 года согласно Третьей Уставной грамоте БНР деревня была объявлена частью Белорусской Народной Республики. С 1 января 1919 года в соответствии с постановлением I съезда КП(б) Беларуси деревня вошла в состав БССР.
С 1924 года деревня Жодино стала центром сельсовета Смолевичского района.

### Советско-польская война
В августе 1919 — июле 1920 года деревня находилась под польской властью. Во время советско-польской войны 1919-1921 гг. посёлок Жодино стал одной из точек столкновения Красной армии и Польской армии не только на земле, но и в воздухе. С выходом к реке Березине и взятием Польшей 11 сентября 1919 года города Борисов, активные боевые действия на этом участке фронта фактически прекратились. Тишина, продолжавшаяся до мая 1920 года использовалась обеими сторонами для сосредоточения воздушных и наземных сил. Польская авиация готовилась к возобновлению активных действий на фронте и располагала здесь недавно сформированными 7 дивизионом (пол. 7 Dywizion Lotniczy), в состав которого входили: 13-я, 12-я, 14-я, 19-я и 10-я эскадры. 14-я разведывательная эскадра (3 великопольская) прибыла на территорию Белоруссии в конце октября 1919 года и расположилась в Жодино, где находился аэродром. 19-я истребительная эскадра прибыла в посёлок 1 мая 1920 г. Жодинской авиационной группировке противостояла «эскадрилья Ширинкина», включавшая в свой состав 4-й истребительный дивизион, базировавшийся в Славном. Часть вылетов осуществлялась с аэродрома в Приямино.
В январе 1920 года 3 великопольская (14-я разведывательная эскадра) выполнила с жодинского аэродрома 20 боевых вылетов, в основном разведывательных, но потери понесла уже в феврале. 7 мая новые самолёты участвовали в налёте на станцию Приямино. Сопровождали их «Спады» 19-й истребительной эскадры. С этого дня они начали регулярные вылеты на патрулирование. 8 мая экипажи 14 эскадры попали в боевое столкновение с двумя советскими истребителями. 14 мая наступлением Северной группы Западный фронт начал майскую наступательную операцию. В тот же день противники обменялись ударами по аэродромам, а Жодино подвергся советской бомбардировке. 17 мая один из разведывательных полётов 14-й эскадры принёс сведения о скоплении и перемещении советских войск в районе реки Бобр, и через сутки части советской эскадры атаковали поезд на станции Приямино, возле Лошницы, добившись возгорания вагонов .

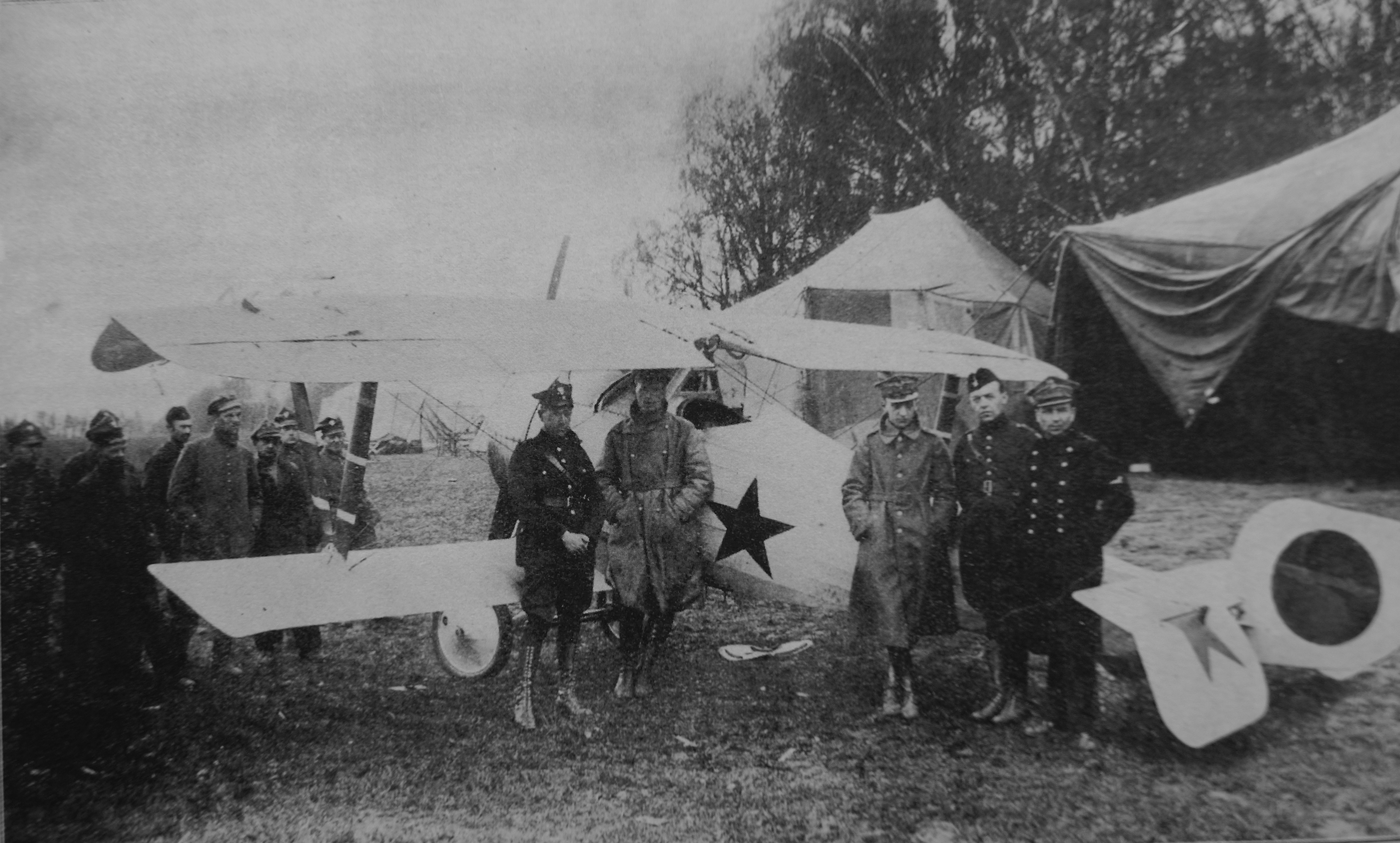
14-я разведывательная эскадра, прибытие Абакановича в Жодино.

23 мая части РККА прорвались с боем и взяли Червень, затем, двинувшись севернее подошли к Рудне. Возникла реальная опасность захвата аэродрома в Жодино, потому было решено перебазировать 14-ю и 19-ю эскадры под Минск. Однако, польские контратаки к 27 мая отбросили 16 армию обратно за Березину. Но даже вернувшись, сильно потрёпанные части не проявляли особой боевой активности.
Новое наступление началось 7 июля 1920 года и польской армии пришлось отступить сначала от Березины и Борисова, а затем и выйти из Жодино.

### Великая Отечественная война
Во время Второй мировой войны с 29 июня 1941 года до 2 июля 1944 года Жодино было оккупировано немецкими войсками.

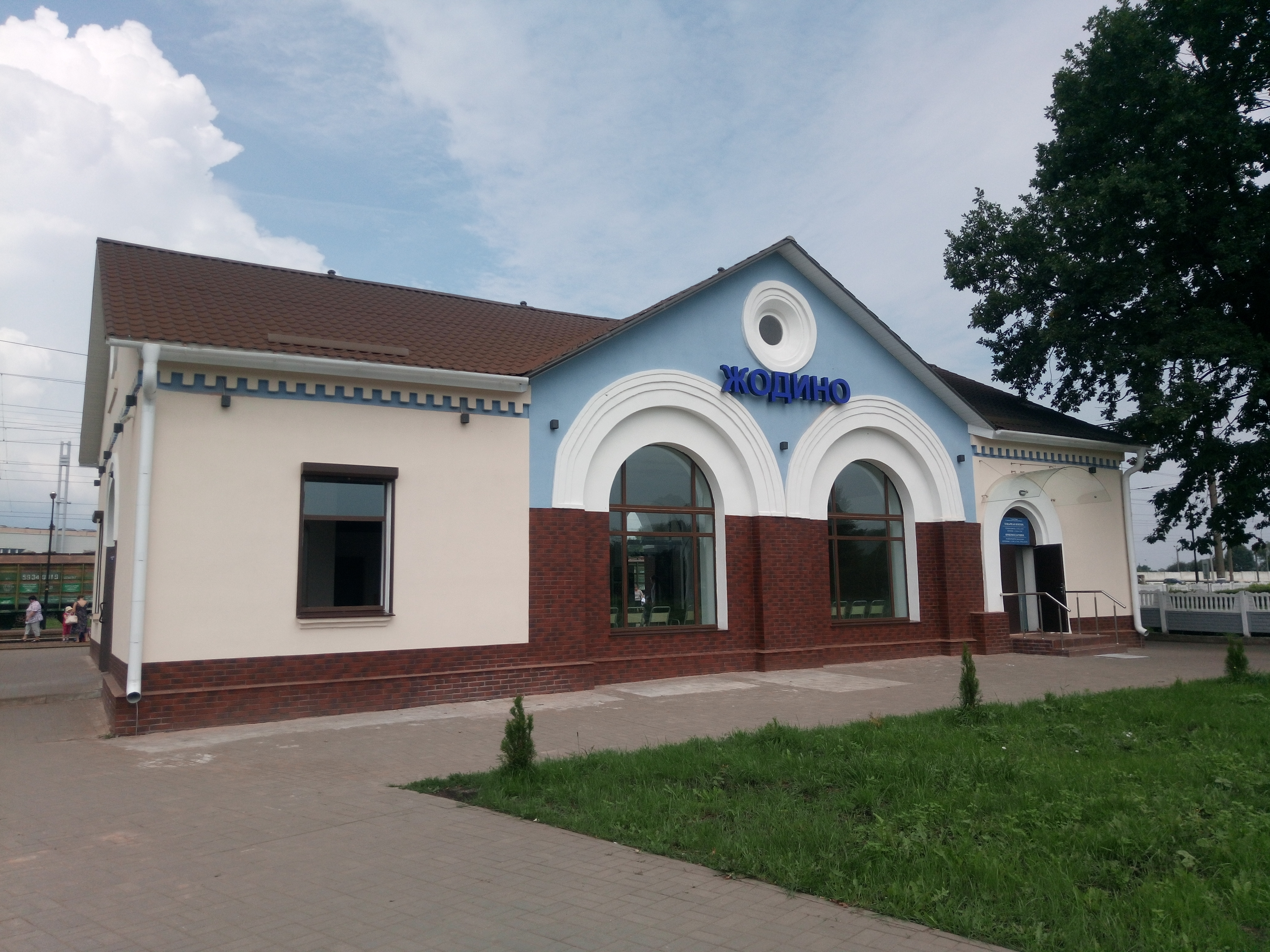
Станция Жодино

### Послевоенные годы
21 января 1958 года деревня Жодино преобразована в посёлок городского типа с включением в его состав посёлков Смолевичской ГРЭС (с 1979 года Жодинская ТЭЦ), завод дорожных и мелиоративных машин и деревень Заречье и Крушинки. В 1958 году был построен Белорусский автомобильный завод (БелАЗ).
С 7 марта 1963 года — город областного подчинения.
В 1964 году к Жодино были присоединены деревни Судобовка и Дымковка.
В 2008 году административный центр Жодинского сельсовета из города Жодино перенесён в агрогородок Барсуки. 28 октября 2013 года возвращён в Жодино.
В 2015 году в состав Жодино включены территории 8-го микрорайона и деревня Новые Грядки.
С 1 декабря 2019 года в черту города включены микрорайоны № 9, 10, продолжение микрорайона № 6.
В 2023 году город стал участником пилотного проекта по развитию электротранспорта. Проект предусматривает полную замену автобусов, в том числе и пригородных, на электробусы. В марте 2024 года город получил и вывел на маршруты первые электробусы МАЗ-303.E22, построенные на базе автобуса МАЗ-303. Также город ожидает модели МАЗ-306E и МАЗ-ЭТОН-E505.

## Геральдика

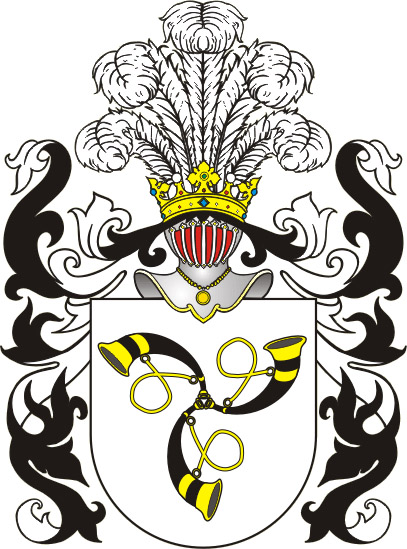
Герб «Трубы»

Герб Жодино принят 22 сентября 1998 года. Гербовый матрикул Республики Беларусь 14 октября 1998 года № 28 гласит:
В красном поле «варяжского» щита серебряная женская фигура держит щит с гербом «Трубы».
Серебряный щит в руках Богородицы с изображёнными на нём тремя чёрными, расходящимися от центра к краям щита трубами является польским дворянским гербом «Трубы» (пол. Trąby, произносится «Тромбы»), принадлежавшим многим магнатским фамилиям Речи Посполитой, в том числе — князьям Радзивиллам.
Изображение Богородицы также восходит к очень распространённому среди католиков культу Девы Марии. Изображение Богородицы встречается и на других гербах городов Беларуси, в том числе Минска.
Флаг учреждён Указом Президента Республики Беларусь от 21 июля 2008 года № 398 и зарегистрирован в Государственном геральдическом регистре 23 июля 2008 года № Б-132.
Изображение герба утверждено решением Жодинского городского Совета депутатов от 22 сентября 1998 года № 62, флага — решением от 1 ноября 2007 года № 46.

## Население
| 1959 | 1970    | 1979    | 1989    | 2006    | 2018    | 2021    | 2023    | 2024    | 2025    |
| ---- | ------- | ------- | ------- | ------- | ------- | ------- | ------- | ------- | ------- |
| 6600 | ▲22 100 | ▲33 926 | ▲53 744 | ▲60 883 | ▲64 559 | ▲64 745 | ▼64 000 | ▼63 744 | ▼63 354 |

### Национальный состав
По данным переписи населения 1979 года в Жодино проживали:
- 26 781 — белорусы (78,9 %)
- 5 592 — русские (16,5 %)
- 789 — украинцы (2,3 %)
- 183 — поляки (0,5 %)
- 106 — евреи (0,3 %)
- 507 — представители других национальностей[28]

| Национальный состав по переписи 2009 года | Национальный состав по переписи 2009 года | Национальный состав по переписи 2009 года | Национальный состав по переписи 2009 года | Национальный состав по переписи 2009 года | Национальный состав по переписи 2009 года | Национальный состав по переписи 2009 года | Национальный состав по переписи 2009 года | Национальный состав по переписи 2009 года | Национальный состав по переписи 2009 года | Национальный состав по переписи 2009 года |
| всего (2009)                              | белорусы                                  | белорусы                                  | русские                                   | русские                                   | украинцы                                  | украинцы                                  | поляки                                    | поляки                                    | азербайджанцы                             | азербайджанцы                             |
| ----------------------------------------- | ----------------------------------------- | ----------------------------------------- | ----------------------------------------- | ----------------------------------------- | ----------------------------------------- | ----------------------------------------- | ----------------------------------------- | ----------------------------------------- | ----------------------------------------- | ----------------------------------------- |
| 61 724                                    | 54 149                                    | 87,73 %                                   | 4968                                      | 8,05 %                                    | 741                                       | 1,2 %                                     | 217                                       | 0,35 %                                    | 85                                        | 0,14 %                                    |
| 61 724                                    | цыгане                                    | цыгане                                    | татары                                    | татары                                    | армяне                                    | армяне                                    | литовцы                                   | литовцы                                   | евреи                                     | евреи                                     |
| 61 724                                    | 55                                        | 0,09 %                                    | 47                                        | 0,08 %                                    | 46                                        | 0,07 %                                    | 26                                        | 0,04 %                                    | 16                                        | 0,03 %                                    |

### Возрастные группы
В Жодино велика доля населения в трудоспособном возрасте по сравнению с другими городами Минской области (59,4 % в 2018 году); больше — 59,5 % — только в Фаниполе.

### Рождаемость и смертность
Ежегодно в Жодино рождается 750—900 детей; уровень рождаемости (11,9 на 1000 человек в 2017 году) чуть выше среднего по Минской области. Смертность значительно ниже средней по Минской области. В городе наблюдается естественный прирост населения на 200—400 человек в год. По уровню рождаемости город делит с Кобрином 5-6-е место среди 23 городов с населением более 50 тысяч человек, по уровню смертности — 20-21-е с Минском, по уровню естественного прироста/убыли населения — 4-е.

### Браки и разводы
В Жодине ежегодно заключается 470—700 браков (в 2017 году — 508 браков), число браков в пересчёте на 1000 человек (7,9 в 2017 году) выше среднего по Минской области. Уровень разводов (3,9 в 2017 году) также выше среднего по Минской области.

### Миграция населения
В 2017 году в Жодино приехало из других районов на 47 человек больше, чем выехало из города.

## Экономика

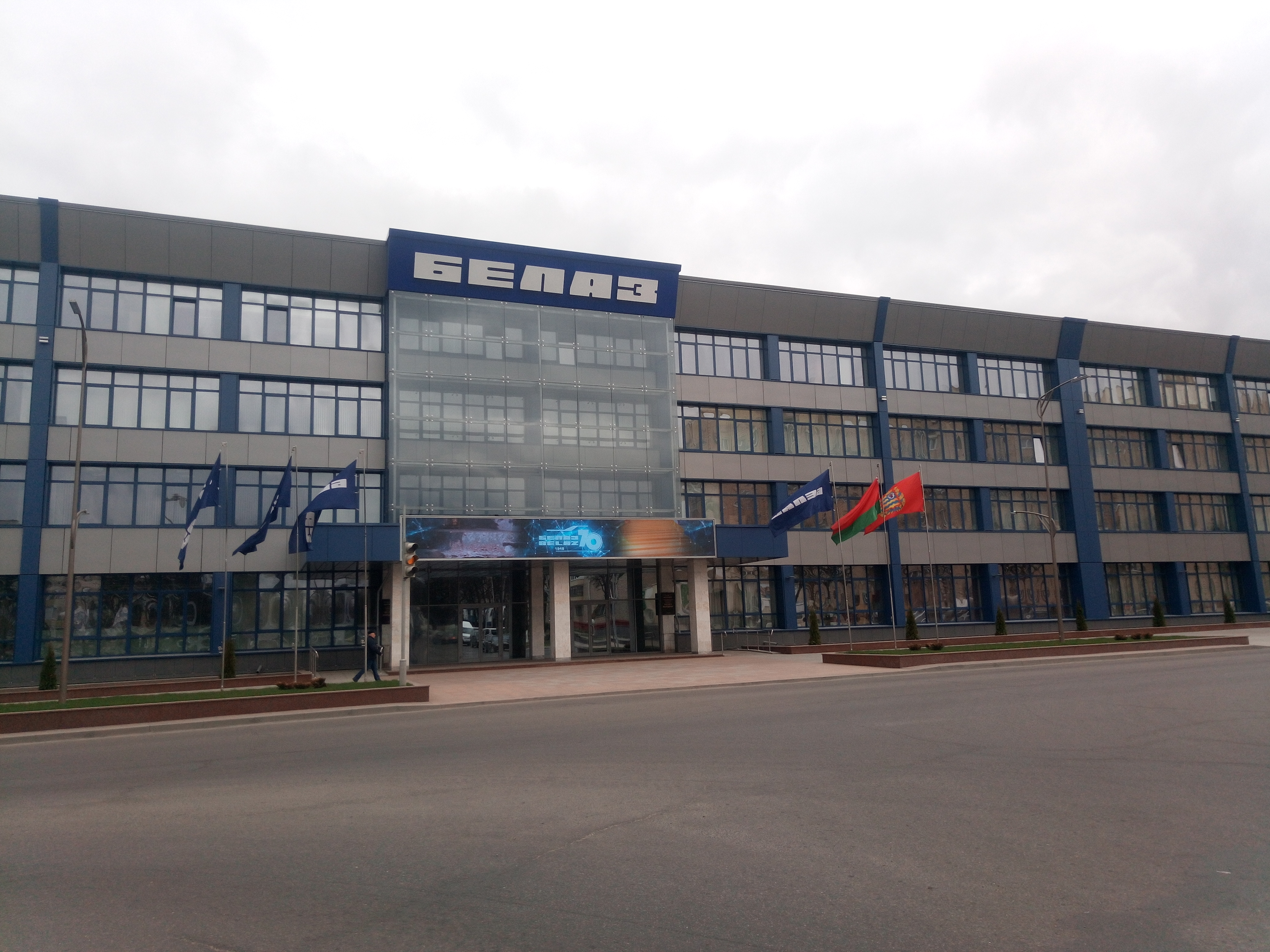
Белорусский автомобильный завод

Градообразующее предприятие города — Белорусский автомобильный завод, выпускающий мощные карьерные самосвалы «БелАЗ» грузоподъёмностью от 30 до 450 тонн. На автозаводе работают 9 тыс. человек.
Также в Жодино работают: трикотажная фабрика «Свитанак», кузнечный завод тяжёлых штамповок, завод «Энергоконструкция», Жодинский хлебозавод, завод производства строительных смесей «ilmax», производства: бильярдных столов «РупТур», сантехники «Белюкс», матрацев «Жодинские матрасы».
За 2009 год промышленными предприятиями произведено продукции на сумму 1386 млрд рублей.
Выручка от реализации продукции, товаров, работ, услуг за 2017 год составила 2026,4 млн рублей (около 1013 млн долларов), в том числе 1835,9 млн рублей пришлось на промышленность, 25,7 млн — на строительство, 122,5 млн — на торговлю и ремонт, 42,3 млн — на прочие виды экономической деятельности.

## Образование и наука

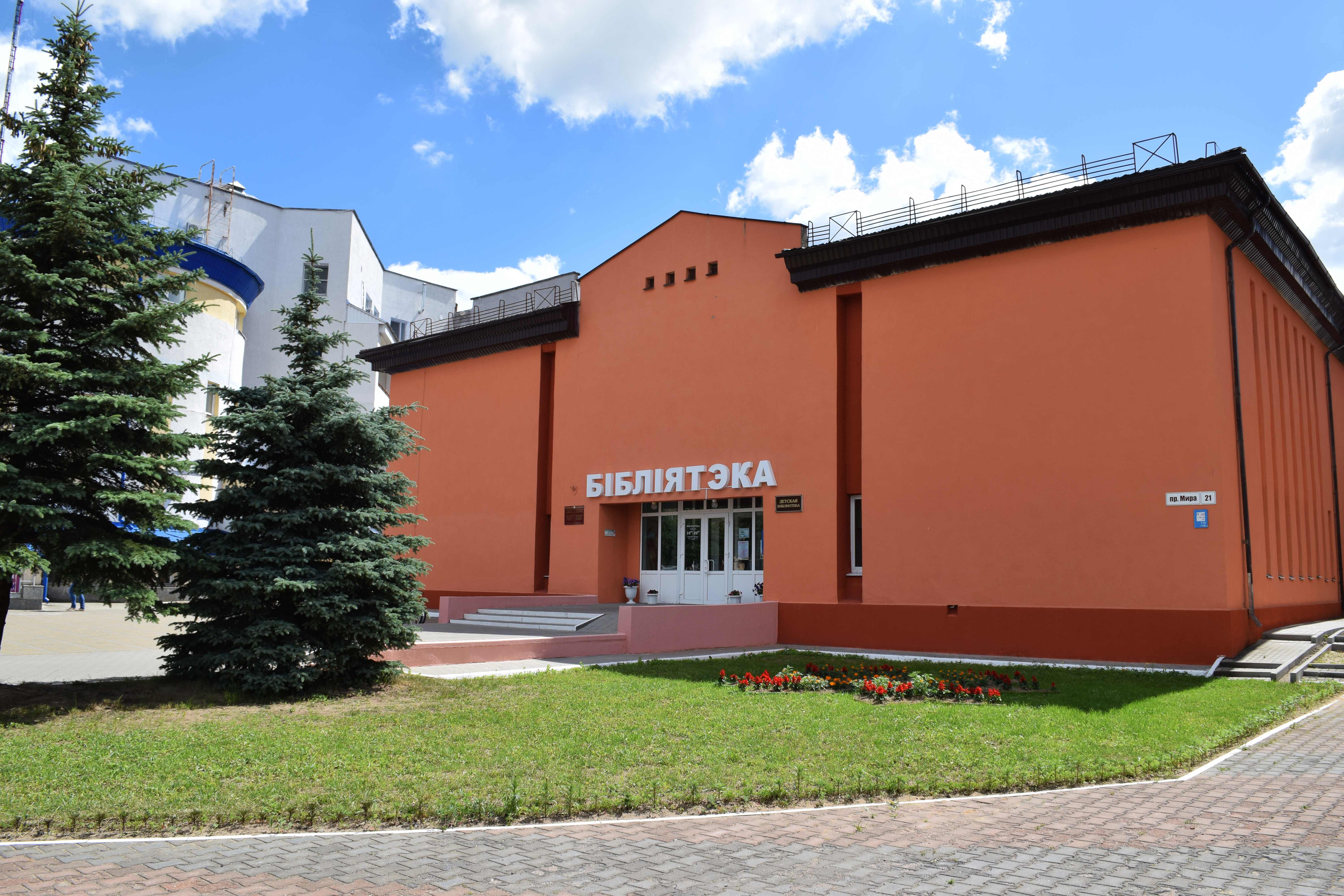
Центральная городская библиотека

В городе действует 8 школ, 2 гимназии, Жодинский государственный колледж (ранее-профессиональный лицей), Жодинский политехнический колледж, Жодинская детская школа искусств, художественная школа. Имеется ледовая площадка, футбольное поле, ФОК, ФОЦ, городской бассейн.
Работают Молодёжный центр, Центральная городская библиотека.
В Жодино располагаются два научно-практических центра Национальной академии наук Беларуси: НПЦ животноводства и НПЦ земледелия, имеющие аспирантуры.

## Культура
- Дворец культуры БелАЗ
- Центр культуры и досуга
- Государственное учреждение культуры «Жодинский краеведческий музей»[42]
  - Дом-музей А. Ф. Куприяновой
  - Городской выставочный зал (состоит из Большого и Малого выставочных залов, зала Пирографии)
- Музей Белорусского автомобильного завода
- Музей ГУО «Средняя школа № 1 имени П. И. Куприянова г. Жодино»
- Музей боевой и трудовой славы ГУО «Средняя школа № 4 г. Жодино»
- Кинотеатр «Юность», в котором имеется 1 зал на 250 мест. Первые зрители посетили кинотеатр 19 декабря 1962 года[43].

## События и мероприятия
- 13 июня 2019 года Жодино принял эстафету огня II Европейских игр[44]
- 5-7 августа 2021 года прошёл культурно-спортивный фестиваль «Вытокі. Крок да Алiмпу»[45]
- 22 июля 2023 года прошёл «БЕЛАЗ ФЕСТ 2023. Ретро», посвящённый 75-летию автомобильного завода[46]

## Достопримечательность
- Церковь в честь иконы Божией Матери «Избавительница»
- Свято-Михайловская церковь
- Петро-Павловская церковь
- Костёл Богоматери Фатимской
- Баптисты седьмого дня
- Дом молитвы евангельских христиан-баптистов
- Часовня
- Часовня Святого Михаила Архангела

### Памятник, скульптура
- Памятник В. И. Ленину
- Монумент в честь советской матери-патриотки
- Памятный знак в честь освобождения города Жодино 2 июля 1944 года силами 3-й танковой бригады. Был установлен в 2010 году в городском сквере.
- Памятник Петру Ивановичу Куприянову
- Бюст Петру Ивановичу Куприянову
- Скульптура Божией Матери (2021)

### Утраченное наследие
- Церковь Св. Михаила Архангела (1864)

## Галерея

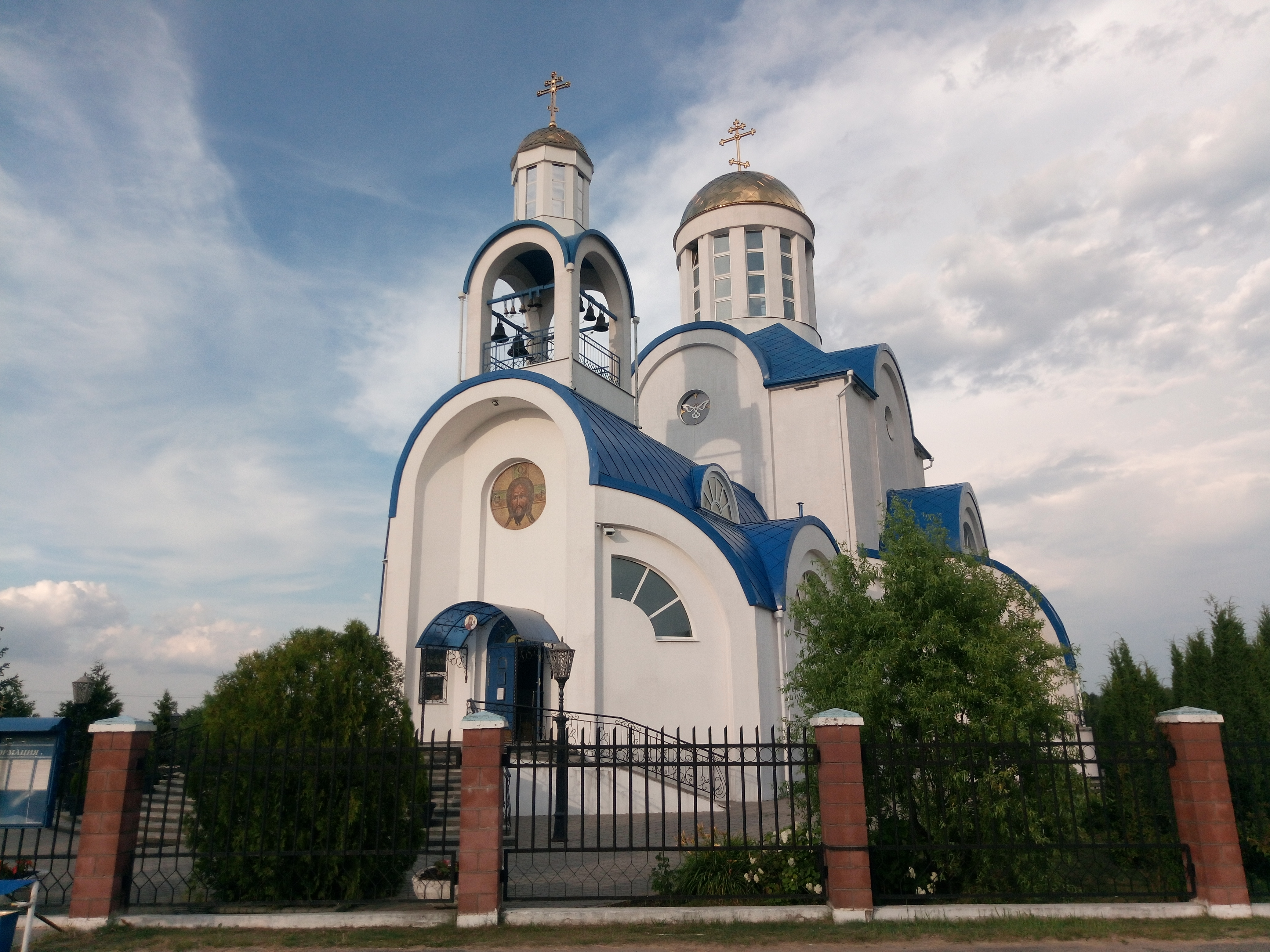
Церковь в честь иконы Божией Матери «Избавительница»
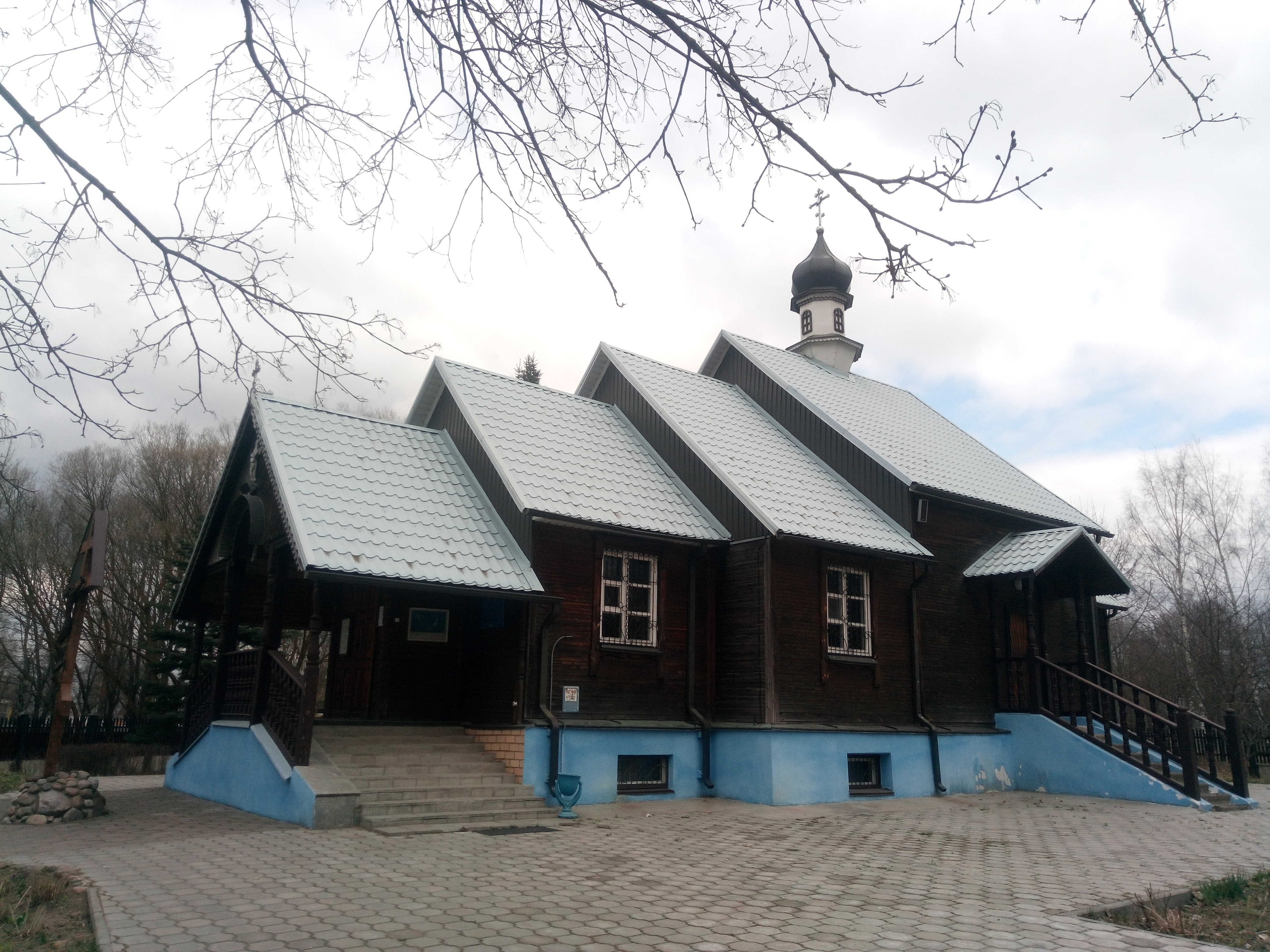
Свято-Михайловская церковь
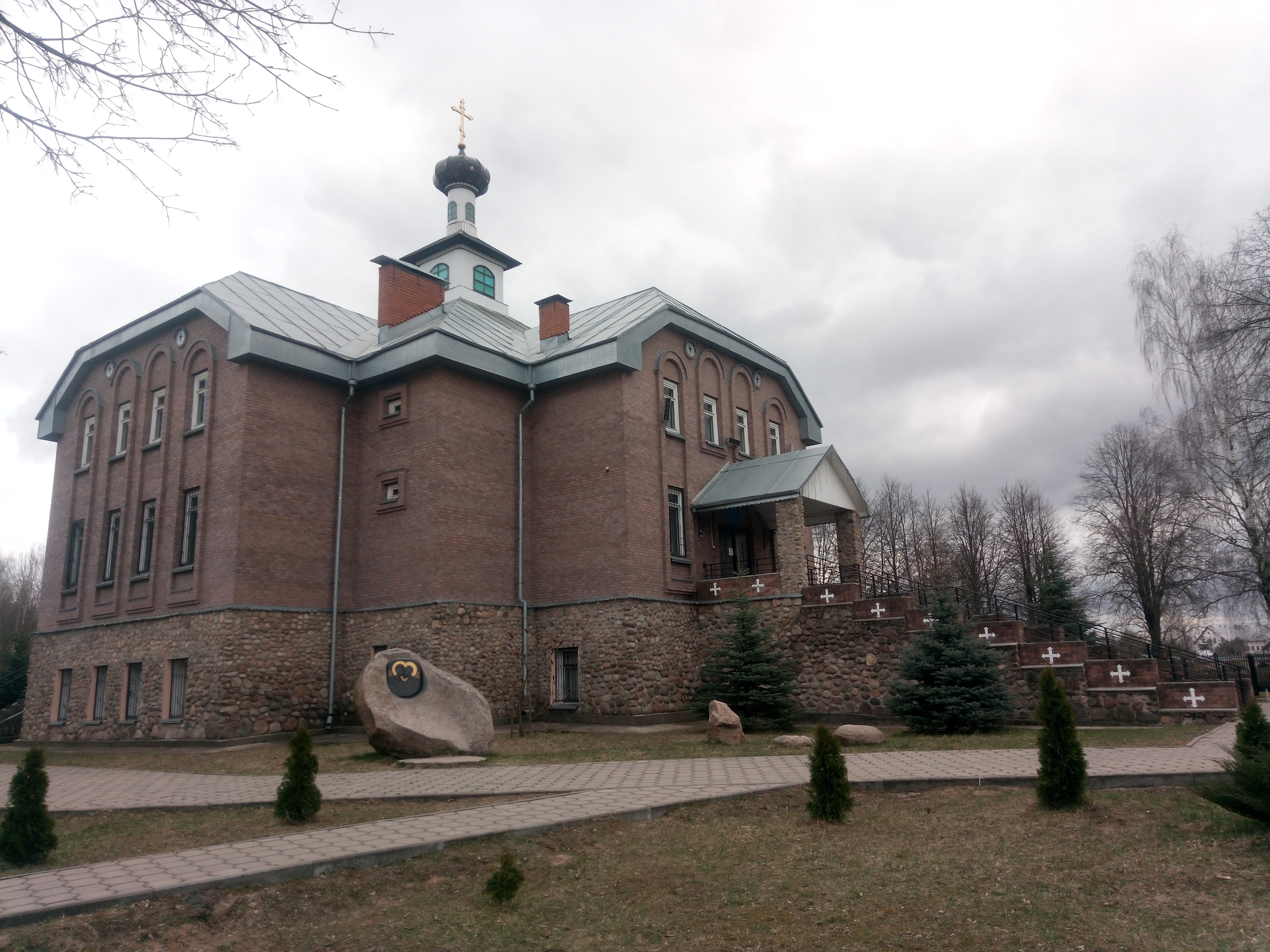
Петро-Павловская церковь
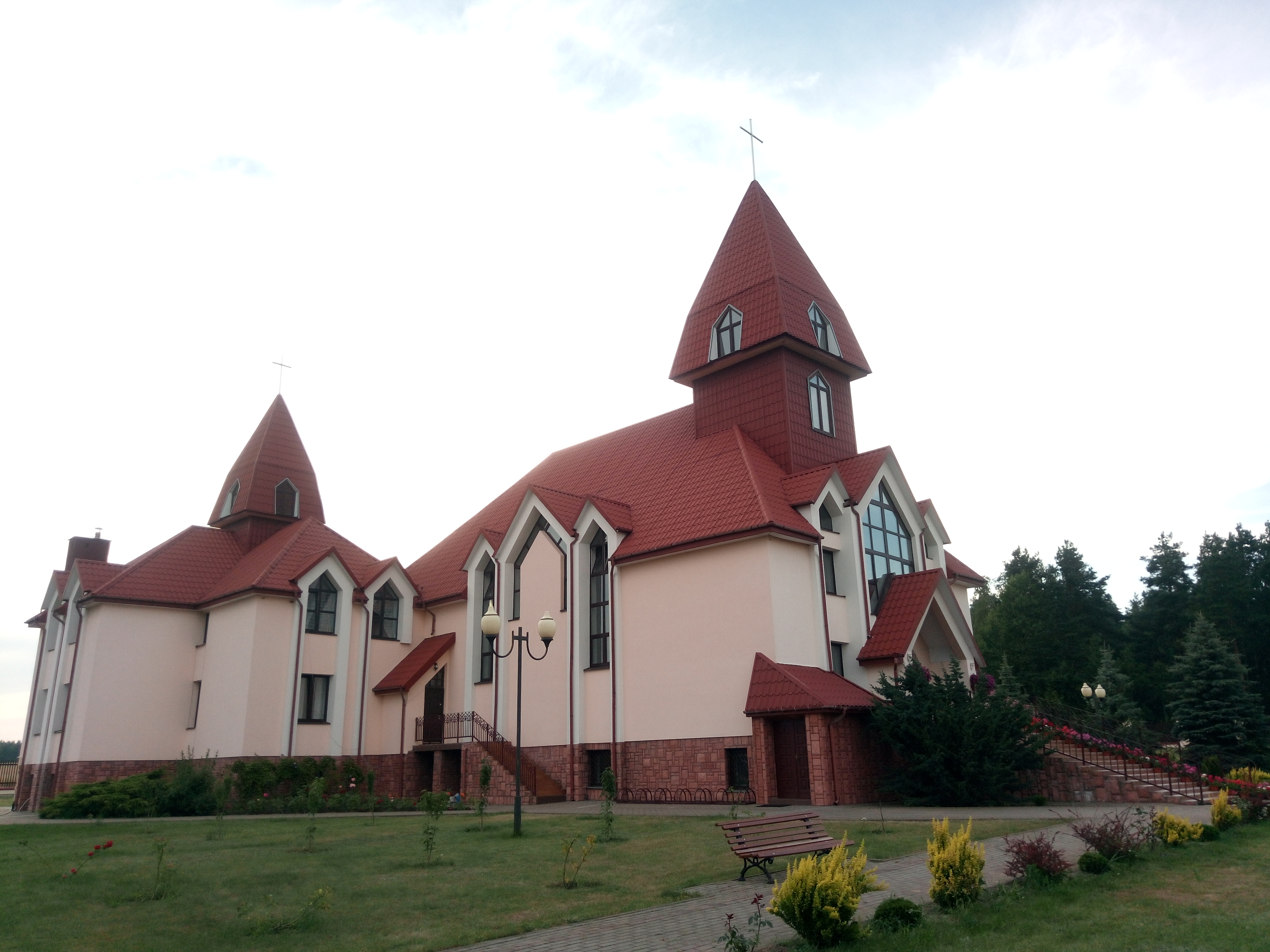
Костёл Богоматери Фатимской

## Спорт

### Футбол
В Жодино есть 2 футбольных клуба: «Торпедо-БелАЗ» и «Жодино-Южное».
Оба клуба базируются на стадионе «Торпедо». Также «Торпедо-БелАЗ» играет в Высшей лиге.

### Хоккей с шайбой
В Жодино есть любительский клуб по хоккею с шайбой — ХК «Жодино».
Занимается клуб на Ледовой площадке в городе.

## СМИ
В городе выходят две газеты. Это «Жодзінскія навіны» (учредитель — Жодинский горисполком) и «Новости БЕЛАЗа» (учредитель — трудовой коллектив ОАО «БелАЗ»).

## Города-побратимы
Жодино сотрудничает со следующими городами и регионами:
- Мытищи, Россия (с 1996 года)

- Каджаран, Армения (с 2006 года)

- Укмерге, Литва (с 2010 года)

- Даланзадгад, Монголия (с 2016 года)

- Орёл, Россия (с 2016 по 2021 год)

- Пластовский район, Россия (с 2017 года)

- Панагюриште, Болгария (с 2017 по 2022 год)

- Верхняя Пышма, Россия (с 2018 года)

- Поважска-Бистрица, Словакия (с 2018 года)

- Рустави, Грузия (с 2018 года)

- Ливаны, Латвия (с 2018 года)

- Хынчешты, Молдавия (с 2018 по 2023 год)

- Горишние Плавни, Украина (с 2019 года)

- Нерюнгринский район, Россия (с 2019 по 2024 год)

- Алмалык, Узбекистан (с 2019 по 2024 год)

- Гулистон, Таджикистан (с 2021 года)

- Железногорск, Россия (с 2022 по 2027 год)

#### Бывшие города-побратимы
- Венисьё, Франция (с 1968)

- Кривой Рог, Украина (2018—2022)